# Чернова, Анна Андреевна
Анна Андреевна Рассказова  (урожд. Чернова; род. 7 сентября 1992) — российская конькобежка, специализируется на средних и длинных дистанциях. Участница зимних Олимпийских игр 2014 года. Бронзовый призёр чемпионата мира среди юниоров, 3-кратный призер этапов Кубка мира, чемпионка России в многоборье и 2-кратная на отдельных дистанциях. Мастер спорта России международного класса (2011). 

## Спортивная биография
Анна Чернова родилась в Калуге в обычной семье. Мама работала почтальоном, с отцом жили раздельно. Аня жила с мамой и бабушкой. В возрасте 9 лет начала заниматься конькобежным спортом, после того, как её подруга летом пригласила покататься на роликах. Сначала тренировалась на роликах, а уже осенью 10-летняя девочка перешла на коньки. Тренировалась в СШОР «Труд» под руководством своего первого тренера Марины Валерьевны Архиповой и параллельно хорошо училась в школе. Через 2 года перешла к опытному калужскому тренеру Сергею Викторовичу Васильеву..  
В 2007 году стартовала на молодёжном чемпионате России, и в 2008 году, победив на региональных соревнованиях заняла 3-е место на молодёжном чемпионате. Через год дебютировала на юниорских Кубке мира и чемпионате мира, а в 2010 году начала выступать на взрослом чемпионате России. В 2011 году выиграла чемпионат России среди юниоров в многоборье и на дистанциях 1500 и 3000 м. Следом заняла 3-е место на чемпионате мира среди юниоров в командной гонке.
В октябре 2013 года Анна выиграла олимпийскую квалификацию на дистанции 5000 м, а в конце декабря на чемпионате России завоевала серебряную медаль на дистанции 5000 метров с результатом 7.13,25 сек, уступив действующей чемпионке Ольге Граф 4,51 сек. В феврале 2014 года на зимней Олимпиаде в Сочи она заняла 9-е место в забеге на 5000 м. Через год дебютировала на чемпионате мира на отдельных дистанциях в Херенвене, где заняла 10-е место на дистанции 3000 м и 7-е на 5000 м. В 2015 году вышла замуж и выступала до 2018 года под фамилией Юракова.
В 2016 году Анна дважды попала на подиум чемпионата России на отдельных дистанциях и на очередном чемпионате мира на отдельных дистанциях в Коломне заняла 11-е место в забеге на 3000 м и поднялась на 6-е место на 5000 м. В сезоне 2016/17 заняла 2-е место на этапе Кубка мира в Астане и 3-е Нагано, и Берлине на дистанции 3000 м и заняла 2-е место в общем зачёте Кубка мира сезона 2016/17 на стайерских дистанциях (3000 и 5000 м). Она также победила впервые на дистанции 3000 м на чемпионате России.
В январе 2017 года дебютировала на чемпионате Европы в Херенвене и заняла там 17-е место в многоборье после дисквалификации.  В феврале на чемпионате мира на отдельных дистанциях в Канныне поднялась на высокое 4-е место в забеге на 5000 м, после чего заняла 8-е место в сумме многоборья на чемпионате мира в Хамаре, а в марте выиграла многоборье на чемпионате России.
В сезоне 2017/18 Юракова стала чемпионкой страны на дистанции 5000 м, прошла квалификацию на олимпиаду 2018 года, но Международный олимпийский комитет не допустил Калужскую спортсменку к играм. В январе 2018 года на чемпионате Европы в Коломне заняла 5-е место в забеге на 3000 м. Анна пропустила сезон 2018/19, восстанавливаясь после болезни, а позже выступала ещё два сезона на внутрироссийских соревнованиях и в марте 2022 года завершила карьеру спортсменки.

## Личная жизнь и трудовая деятельность
Анна Чернова, окончив среднюю школу №15, поступила в Калужский государственный университет имени К. Э. Циолковского на факультет 
института социальных отношений в 2009 году и окончила в 2014 году. Затем обучалась на факультете 
"Кафедра государственного и муниципального управления" Государственного и муниципального управления Российской академии народного хозяйства и государственной службы при Президенте РФ, который окончила в 2018 году. С 2022 года работает тренером и инструктором-методистом в ГБУ ДО КО "СШ «Спартак» в Калуге, и в 2022 году стала послом ГТО Калужской области. С 2023 года заместитель директора в ГБУ ДО КО "СШ «Спартак».